# Carabodes guadarramicus
Carabodes guadarramicus är en kvalsterart som beskrevs av Subías och Antonio Arillo 200. Carabodes guadarramicus ingår i släktet Carabodes och familjen Carabodidae. Inga underarter finns listade.